# Dorymyrmex bicolor
Dorymyrmex bicolor é uma espécie de formiga do gênero Dorymyrmex.